# Мінськ-22

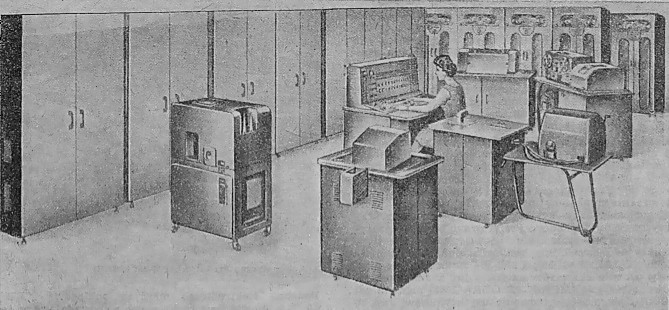
ЕОМ «Мінськ-22», 1966 рік

«Мінськ-22» — радянська електронна обчислювальна машина другого покоління сімейства ЕОМ «Мінськ». За прийнятою на час початку виробництва класифікацією відносилася до ЕОМ середнього класу. Машина створювалася для застосування в народному господарстві для вирішення планово-економічних завдань. Ця машина була модернізацією машини Мінськ-2 в частині розширення оперативної пам'яті і можливості підключення нових пристроїв вводу-виводу. Серійне виробництво розпочато 1965 року.

## Технічні характеристики

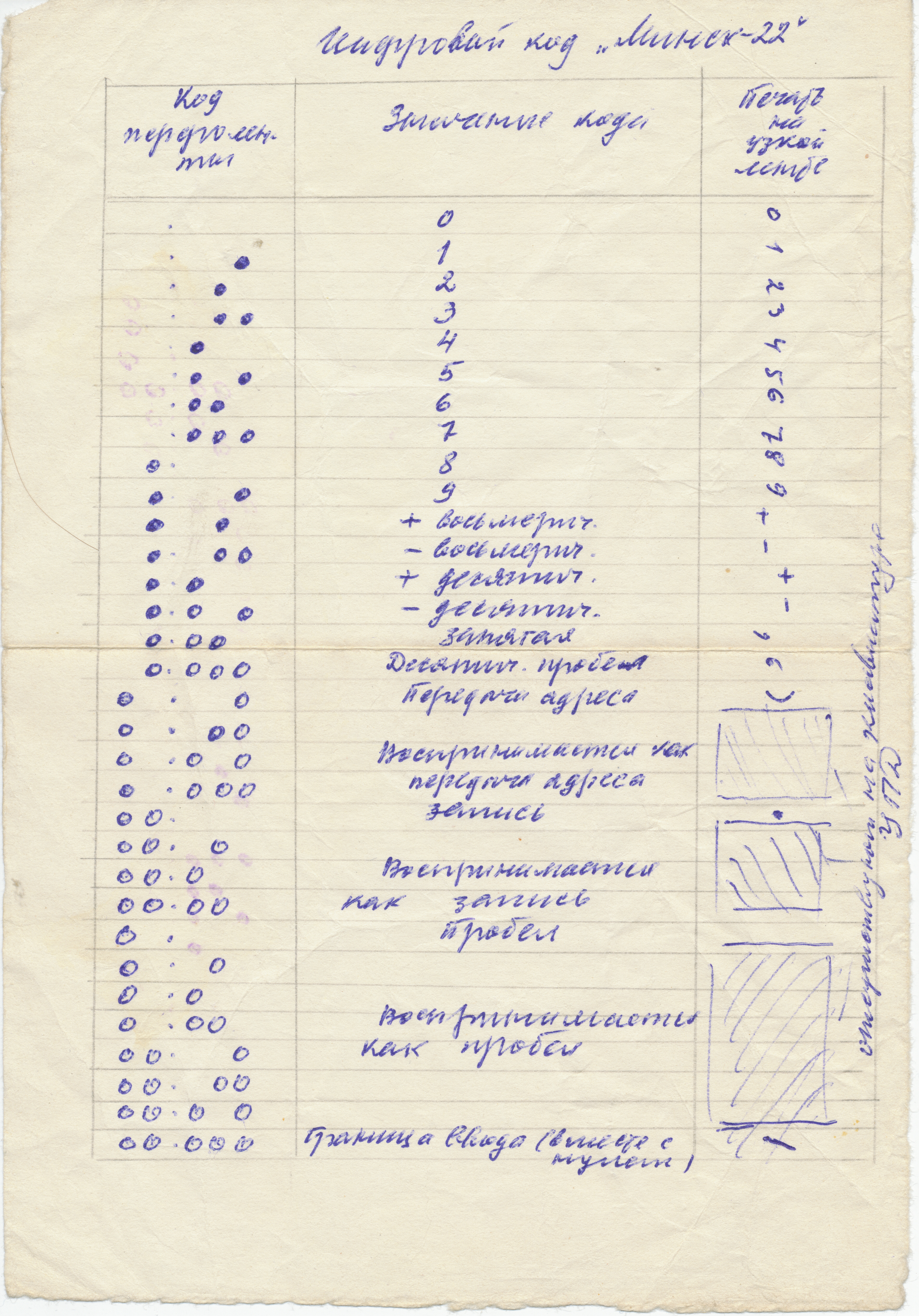
Пам'ятка програміста В. М. Казакова (Обчислювальний центр інституту «Енергомережапроект»). 1960-ті роки. Цифровий код «Мінськ-22»

- розрядність (довжина слова): 37 двійкових розрядів;
- система команд: 108 команд, двоадресна, формат адреси залежить від режиму роботи — звичайний режим або режим Т;
- ємність оперативної пам'яті на магнітних осердях (МОЗП): 8192 слів (296 Кбайт);
- цикл звернення до МОЗП: 24 мксек;
- місткість зовнішньої пам'яті на магнітній стрічці (8 стрічкопротяжних механізмів): 100 тис. слів на 1 котушку;
- спосіб подання інформації: числа з фіксованою і рухомою комою, алфавітно-цифрова інформація в 6-розрядному коді М-2 (6 символів у клітинці, знаковий розряд не використовується);
- діапазон подання чисел:
  - з фіксованою комою: 0 ≤ |x| < 1
  - з рухомою комою: 0,5421010·10−19 — 0,9223372·1019;
- швидкість введення інформації:
  - з перфострічки: 1000 рядків/сек
  - з перфокарт: 300 карт/хв;
- швидкість виведення інформації:
  - на перфострічку: 80 рядків/сек
  - на перфокарти: 100 карт/хв;
  - на алфавітно-цифровий друкувальний механізм: 25-400 рядків/хв;
- швидкодія: близько 56 тисяч операцій/сек;
- час виконання основних операцій:
  - додавання двох двійкових 37-розрядних чисел з фіксованою комою: 12 мкс;
  - додавання двох двійкових 37-розрядних чисел з рухомою комою: 75 мкс;
  - множення двох двійкових 37-розрядних чисел з рухомою комою: 200 мкс.

## Програмне забезпечення
Для Мінськ-22 було розроблено досить багате, за мірками свого часу, програмне забезпечення:
- перші примірники (до 1967 р.) ЕОМ «Мінськ-22» постачалися з компілятором Адресної мови програмування[1];
- бібліотеки стандартних програм (БСП-63 або БСП-67);
- система символьного кодування (МСК);
- автокод для розв'язування інженерних задач «АКІ»;
- транслятор з мови АЛГЕК (типу Кобол);
- транслятор з мови Алгол (МЕІ-3)[2];
- транслятор з мови Фортран.